# Flach (Geometrie)
In der Mathematik werden flache Unterräume Riemannscher Mannigfaltigkeiten als Flachs (engl.: flats) bezeichnet. Der Begriff ist besonders in der Theorie nichtpositiver Krümmung und speziell in der Theorie symmetrischer Räume von Bedeutung.

## Definition
Es sei {\displaystyle X} eine einfach zusammenhängende Riemannsche Mannigfaltigkeit. Eine {\displaystyle r}-dimensionale total-geodätische Untermannigfaltigkeit {\displaystyle F\subset X} ist ein r-Flach, wenn sie isometrisch zum euklidischen Raum {\displaystyle \mathbb {R} ^{r}} ist. Daraus folgt insbesondere, dass die Schnittkrümmung dieser Untermannigfaltigkeit konstant Null ist. 
Man kann Flachs auch charakterisieren als einfach zusammenhängende, total-geodätische Untermannigfaltigkeiten, deren Schnittkrümmung konstant Null ist.
Die Flachs maximaler Dimension in einer Mannigfaltigkeit {\displaystyle X} werden als maximale Flachs in {\displaystyle X} bezeichnet.

## Beispiele
Im euklidischen Raum {\displaystyle \mathbb {R} ^{n}} sind die affinen Unterräume die einzigen Flachs. Es gibt zwar weitere Untermannigfaltigkeiten verschwindender Schnittkrümmung (z. B. Kreiszylinder im {\displaystyle \mathbb {R} ^{3}}), aber diese sind nicht einfach zusammenhängend und deshalb nicht isometrisch zu einem euklidischen Raum.
In Mannigfaltigkeiten negativer Schnittkrümmung sind die Geodäten (1-dimensionale Flachs) bereits die maximalen Flachs, da 2-dimensionale Flachs verschwindende Krümmung hätten.

## Flachs in symmetrischen Räumen
Es sei {\displaystyle X=G/K} ein symmetrischer Raum von nichtkompaktem Typ vom Rang {\displaystyle r}, und {\displaystyle {\mathfrak {g}}={\mathfrak {k}}\oplus {\mathfrak {p}}} seine Cartan-Zerlegung. Für {\displaystyle x\in X} sei {\displaystyle exp_{x}\colon {\mathfrak {p}}\to X} die Exponentialabbildung in {\displaystyle x}.
Dann sind alle {\displaystyle x} enthaltenden {\displaystyle r}-Flachs {\displaystyle F\subset X} von der Form
{\displaystyle F=exp_{x}({\mathfrak {a}})}
für eine maximal abelsche Unteralgebra {\displaystyle {\mathfrak {a}}\subset {\mathfrak {p}}}.
(Insbesondere lässt sich der Begriff der Weyl-Kammern auf Flachs in symmetrischen Räumen übertragen.)
Weiterhin gibt es zu je zwei Flachs {\displaystyle F_{1},F_{2}\subset X} und je zwei Punkten {\displaystyle x_{1}\in F_{1},x_{2}\in F_{2}} eine Isometrie {\displaystyle g\in G} mit
{\displaystyle g(F_{1})=F_{2},g(x_{1})=x_{2}}.
Der Rang eines symmetrischen Raumes ist (per Definition) die Dimension eines maximalen Flachs.